# Escudo de Pitalito
El escudo del Municipio de Pitalito es el emblema heráldico que representa al municipio, y que junto a la bandera y el himno, tiene la categoría de emblemas municipales.
El actual emblema y sus elementos constituyentes tienen sus orígenes en el escudo aprobado por medio del Acuerdo municipal 002 de agosto de 1988, siendo diseñado por el maestro Tomás Palomares Serrato. Los colores y la disposición de los mismos fueron adoptados y reafirmados sucesivamente por el Acuerdo 004 del 2000, con sus respectivas mejoras estéticas.
El escudo como símbolo municipal, es empleado por la Alcaldía e instituciones municipales, siendo las únicas instituciones que pueden ostentarlo de forma privativa. En cuanto a su diseño existen diferentes versiones estilísticas, ya que a pesar de que los Acuerdos y decretos vigentes describen cómo debe ser su reproducción, lo hacen de forma incompleta y sin tener en cuenta para ello la ciencia de la heráldica, lo que ha dado lugar a ciertos vacíos que la comunidad en general ha llenado de manera inapropiada dentro del dibujo.

## Descripción y diseño del escudo

### Elementos
De acuerdo a la normativa citada, el escudo municipal consta de los siguientes elementos, con sus correspondientes significados:
ASPECTO GEOGRÁFICO:
La forma y fondo del Escudo representa el valle donde está ubicado el Municipio; la franja azul representa los ríos Magdalena, Guachicos, Guarapas y la Laguna de Guaitipá.
ASPECTO ECONÓMICO:
Está representado por la silueta de una herradura en honor a la Feria Artesanal y Equina que se realiza en el mes de noviembre; la Guayaba representa la parte agrícola abundantemente cosechada aún sin cultivarla.
ASPECTO CULTURAL:
Representado por la silueta amarilla de una vasija de barro, en representación de la cerámica laboyana conocida en el ámbito Nacional e Internacional con la famosa chiva, la industrialización de la cerámica está representada por el torno, herramienta fundamental donde se encuentra la fecha de fundación y el nombre de nuestro pueblo.
ASPECTO HISTÓRICO:
Representado en la base del torno, donde se encuentra San Antonio y la fecha de fundación, simboliza el nacimiento de Pitalito. Los anteriores símbolos están sostenidos por una silueta blanca de dos manos que representa la amistad y laboriosidad de todos los Laboyanos.

### Especificaciones

Escudo del municipio de Pitalito.

Es el Acuerdo municipal 002 de agosto de 1988 que contiene una detallada (pero incompleta) descripción de las especificaciones del escudo para su correcta reproducción, cuyas partes pertinentes son:
- El blasón tiene forma de escudo español, con proporciones de once (11) de ancho por dieciséis (16) de alto.
- Los colores del escudo y de la banda corresponden a los mismos de la bancera.
- El jarrón de arcilla sostenido por la representación de dos manos en plata.
- Éstas a su vez se apoyan sobre dos bandas de plata haciendo la forma de un torno para arcilla.
- En estas bandas, en sable, se inscribe la primera, el año de fundación del municipio en tipografía serif, misma del nombre del municipio, y, en la segunda, el nombre original del que proviene el gentilicio de los nacidos en el municipio, en mayúscula sostenida y en tipografía Helvetica Bold Condensed.
- Al centro, sobre el jarrón, una herradura de plata en la que se apoya una guayaba con dos hojas, en color natural.
- Al Jefe, en plata, el nombre oficial de municipio en mayúsculas sostenidas y tipografía New Aster Roman.

Los colores exactos del escudo aún no se han establecido por decreto. Sin embargo, tentativamente se recomienda utilizar los siguientes, que son los mismos de la bandera y que son aprobados por la FIAV:

Representación en líneas del escudo.

Logotipo del Escudo.

Escudo a un solo tono. En negro para aplicación sobre blanco, en color para aplicación sobre blanco o en blanco para aplicar sobre negro o color oscuro.

| Denominación | Verde           | Azul infante  | Naranja        |
| ------------ | --------------- | ------------- | -------------- |
| Pantone      | 2258 C          | 2135 C        | 151 C          |
| RGB          | 0-133-34        | 102-153-255   | 255-130-0      |
| CMYK         | C100-M0-Y74-K48 | C60-M40-Y0-K0 | C0-M49-Y100-K0 |
| HEX          | #008522         | #6699ff       | #ff8200        |

## Regulación y uso
El escudo, junto con la bandera y el himno, están reglamentados por acuerdos municipales y en lo referente al escudo, se dispone lo siguiente:
- El escudo de Pitalito solo debe usarse en la bandera municipal de la Alcaldía, en los membretes de papel, sobres, entre otros, mediante los cuales se traten asuntos estrictamente oficiales. Sin embargo puede esculpirse en monumentos, iglesias, capillas, cementerios, cuarteles, centros docentes y otros lugares, siempre que reúnan condiciones de severidad, seriedad y respeto.
- El escudo puede usarse en medios publicitarios solamente cuando dichos mensajes conlleven a la formación de un sentido formativo o realcen los valores institucionales del municipio.
- Cuando se usen en prendas de vestir, objetos y eventos, deben llevarse con el mayor respeto y decoro.
- Es obligación de todos los establecimientos de educación del municipio poseer Bandera y Escudo municipales, los cuales deben mantenerse con el mayor respeto y dignidad en un aula principal o salón de actos.
- Así mismo, es obligación de los educadores y padres de familia fomentar el respeto a estos emblemas y a los Símbolos Patrios. Como refuerzo a este, mínimo una al año debe efectuarse un acto en el cual se resalten los valores laboyanos.